# Jelani McCoy
Jelani Marwan McCoy (6 de diciembre de 1977, Oakland, California) es un exbaloncestista profesional de nacionalidad estadounidense. 
Mide 2,08 metros de altura y ocupaba la posición de pívot.

## Carrera deportiva

### NBA
Jugó en la NBA desde 1998 hasta 2005, con los Seattle SuperSonics, Los Angeles Lakers (con los que consiguió un anillo de campeón), Toronto Raptors, Cleveland Cavaliers, y Atlanta Hawks. Anteriormente había jugado en la Universidad de California, Los Ángeles y en el instituto St. Augustine High School.

### Europa
El 19 de enero de 2006 fichó por el Viola Reggio Calabria de Italia. Empezó la temporada 2006/2007 en el Azovmash Mariupol de Ucrania, que abandonó por problemas económicos. El 24 de enero de 2007 fichó por el ViveMenorca de la liga ACB, España.

## Puerto Rico
Tras defender los colores del Cáceres Creativa de la liga LEB Oro de España, en mayo de 2011 se marcha a la liga de Puerto Rico para jugar en las filas de los Mets de Guaynabo.

## Clubes
- Universidad de California, Los Ángeles - NCAA (EE. UU.) - 1995/1999
- Seattle Supersonics - NBA (EE. UU.) - 1999/2001
- Los Angeles Lakers - NBA (EE. UU.) - 2001/2002
- Toronto Raptors - NBA (EE. UU.) - 2002/2003
- Cleveland Cavaliers - NBA (EE. UU.) - 2003/2004
- Milwaukee Bucks - NBA (EE. UU.) - 2004/2005
- Atlanta Hawks - NBA (EE. UU.) - 2004/2005
- Viola Reggio Calabria - LEGA (Italia) - enero/junio de 2006
- Azovmash Mariupol - (Ucrania) - 2006
- Vive Menorca - ACB (España) - enero de 2007
- LA D-Fenders - D-League (EE. UU.) - 2007/08
- Shandong Lions - (China) -  2008/09
- Fujian SBS Xunxin - (China) - 2009/10
- Cáceres 2016 Basket - LEB Oro (España) - 2010/11
- Mets de Guaynabo - BSN (Puerto Rico) - 2011
- Marinos de Anzoátegui - LPBV (Venezuela) - 2012
- Osos de Guadalajara - LNPB (México) - 2012